# Sondershausen
Sondershausen é uma cidade da Alemanha localizada no distrito de Kyffhäuserkreis, estado da Turíngia.
A partir de 1 de dezembro de 2007, o antigo município de Schernberg foi incorporado à cidade de Sondershausen.

## Demografia
Evolução da população (a partir de 1981, populações em 31 de dezembro de cada ano, exceto as indicadas de forma diversa):
| 1834 até 1984 - 1834 - 4.858 - 1890 - 6.634 - 1933 - 10.677 - 1939 - 11.617 - 1946 - 13.118 1 - 1950 - 19.622 2 - 1970 - 22.949 - 1981 - 23.394 - 1984 - 23.693 - 1985 - 23.908 | 1994 até 2001 - 1994 - 21.808 - 1995 - 21.528 - 1996 - 21.168 - 1997 - 23.860 - 1998 - 23.557 - 1999 - 23.323 - 2000 - 23.088 - 2001 - 22.753 | 2002 até 2009 - 2002 - 22.487 - 2003 - 22.145 - 2004 - 21.894 - 2005 - 21.767 - 2006 - 21.412 - 2007 - 24.366 3 - 2008 - 24.236 4 - 2009 - 23.483 |

 Fonte a partir de 1994: Datenquelle - Thüringer Landesamt für Statistik
1 em 29 de outubro
2 em 31 de agosto
3 em 18 de dezembro
4 em março
|  |  |